# Daphne Moon
Daphne Moon es un personaje de ficción de la teleserie Frasier, interpretado por Jane Leeves.
Daphne es una recién venida de Inglaterra y es contratada por Frasier Crane como fisioterapeuta para su padre, Martin. Aunque fue contratada como fisioterapeuta, pronto asume labores de la casa para justificar que resida allí (así como una subida de sueldo).

## Biografía
Daphne nació en Mánchester (Inglaterra), siendo la única hija de una extensa familia de clase obrera con nueve hijos. Pasó la mayor parte de su infancia jugando a ser enfermera y cuidando de sus hermanos. Tiene una extraña relación de amor-odio con su dominante madre, Gertrude Moon (interpretada por Millicent Martin), y su relación con su padre, Harry Moon (Brian Cox), es mucho más íntima.
Cuando era joven, Daphne fue una actriz de la serie británica Mind your Knickers. Terminó en la serie cuando creció demasiado para su papel preadolescente. Entonces, Daphne ocupó un empleo como fisioterapeuta, trabajando con inválidos hasta ser contratada por Frasier. Daphne fue contratada para ayudar a Martin en actividades cotidianas desde que Martin sufre graves dolores por una bala en su cadera recibida cuando era policía. Daphne atrajo inmediatamente la atención del hermano menor de Frasier, Niles. Desconociendo los sentimientos de Niles por ella, Daphne entra y sale de sus relaciones. Cuando Daphne se entera por Frasier de lo que Niles siente, se aterroriza porque al mes siguiente se casara con el abogado de niles llamado Donny. Cuando se enfrenta con Niles después de la cena de ensayo , decide que ella y Niles nunca podrán tener nada. Al día siguiente, Daphne planta a Donny en el altar y escapa con Niles. Tiempo después se casan, y en la última temporada tienen un hijo, David.

## Personalidad
Como la mayoría de los personajes de Frasier, Daphne tiene muchas excentricidades. A menudo cuenta historias sobre su familia, recordando sucesos traumáticos, para disconformidad de la familia Crane. Es también una firme creyente en lo paranormal, y se cree una psíquica. Muchas de sus predicciones se hacen realidad.

## Importancia en la serie
La relación más importante de Daphne a lo largo de la serie es con Niles. Éste se enamora de ella en el tercer episodio, cuando la ve por primera vez. A pesar de la obviedad de Niles, Daphne no se entera y se hacen buenos amigos. Durante este tiempo, Daphne se embarca en numerosas relaciones con otros hombres, cada uno de los cuales es odiado por Niles.
Los sentimientos de Niles son revelados por Frasier en el principio de la 7ª temporada. Sorprendida por descubrir los sentimientos hacia ella, Daphne se enamora de Niles, abandonando a Donny. Por los remordimientos que siente gana mucho peso e ingresa en una clínica de adelgazamiento (durante su estancia allí la actriz Jane Leeves dio a luz a su primer hijo).
En el primer episodio de la temporada 10, Daphne y Niles se casan en una íntima ceremonia en Reno (Nevada). En el final de la temporada 11, tienen su primer hijo, David, es el último episodio de la serie, llamado "Buenas noches, Seattle".
- Datos: Q4355835